# نماز جماعت

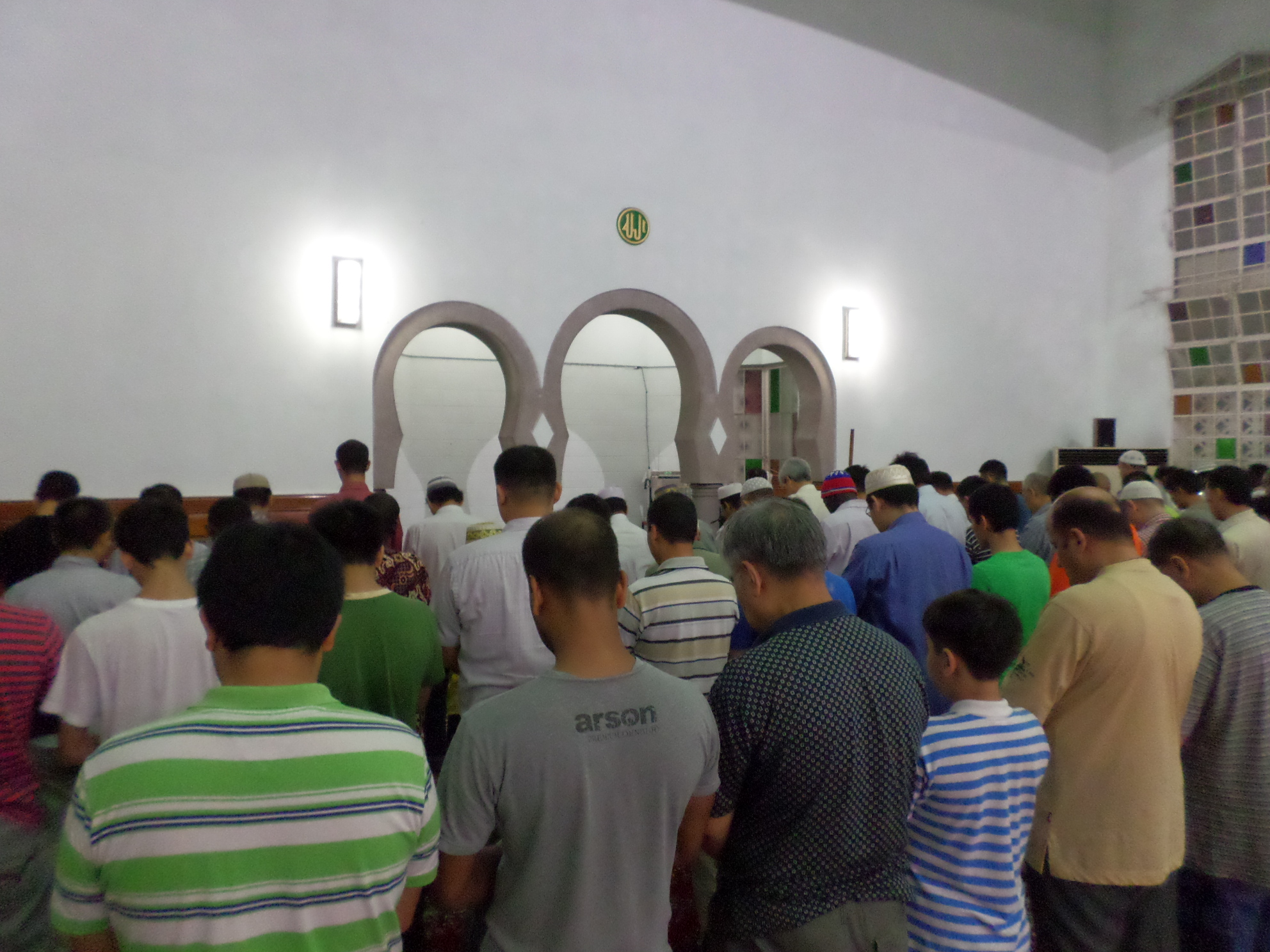
نماز جماعت

در دین اسلام، و دین یهودیت نمازی که به صورت گروهی خوانده شود و در آن به امام اقتدا شود، نماز جماعت نامیده می‌شود.
در نماز جماعت شخصی که امام جماعت است جلوتر از همه و رو به قبله می‌ایستد و سایر نمازگزاران به وی اقتدا می‌کنند. نمازهایی که می‌توان به صورت جماعت خواند شامل نمازهای یومیه (نماز صبح، نماز ظهر، نماز عصر، نماز مغرب و نماز عشاء) و نماز میت، نماز جمعه، نماز عید فطر، نماز عید قربان و نماز آیات(خسوف و کسوف) می‌باشند. به شخصی که در نماز جمعه به‌عنوان امام جماعت می‌ایستد، امام جمعه گفته می‌شود. در نظام جمهوری اسلامی ایران امام جمعه هر شهر توسط رهبر تعیین می‌شود.

## نحوه برگزاری
نحوه برگزاری نماز جماعت به جز در برخی شرایط و جزئیات تقریبا در تمام مذاهب اسلامی یکسان است. امام جماعت به نمایندگی از نمازگزاران در رکعت های اول و دوم حمد و توحید را میخواند و نمازگزار ضمن پیروی از امام در شرایط و حرکات نماز باید بقیه ذکرهای نماز در این دو رکعت و بقیه رکعت ها به صورت آهسته خود بخواند.

## امام جماعت
امام جماعت یا پیش نماز به کسی گفته می شود که در نماز جماعت جلو می ایستد و دیگران به او اقتدا (تقلید و متابعت و پیروی) می کنند.

### شرایط امام جماعت
در مذاهب اسلامی شرایط امام جماعت شامل موارد زیر میشود:
- عاقل[۶]
- بالغ[۷]
- مؤمن[۸]
- عادل[۹]

## احکام

### مشترکات
از نظر فقهای شیعه و سنی رعایت شرایط زیر برای نماز جماعت واجب است:
- حضور حداقل دو نفر در نماز یکی به عنوان امام و دیگری به عنوان مأموم، البته در نماز جمعه حداقل چهار مأموم و یک امام جماعت.
- تقدم جایگاه امام بر نمازگزاران.
- بین امام و نمازگزاران صف اول نباید مانعی وجود داشته باشد به عبارت دیگر نمازگزاران باید بتوانند امام را ببینند.
- صف های نماز باید به یکدیگر متصل باشند.
- جایگاه امام جماعت نباید از نمازگزاران بالاتر باشد.

### تفاوت ها
در هنگام نماز جماعت، در شیعیان اقامه توسط خود امام خوانده می‌شود ولی در اهل سنت این کار را معمولاً فرد دیگری انجام می‌دهد. بر خلاف شیعیان کسی بنام مکبر حضور ندارد و امام با بلند خواندن اذکار مامومین را آگاه می‌کند. شیعیان پس از رسیدن به «قد قامت الصلاة» برای نماز برمی‌خیزند ولی اهل سنت در هنگام شروع اقامه از زمین بلند می‌شوند.

## روایات
روح‌الله خمینی در تحریرالوسیله دربارهٔ نماز جماعت می‌گوید:
نماز جماعت یکی از مستحبات مؤکد در همه نمازهای واجب و مخصوصاً در نمازهای یومیه است البته در نماز صبح و مغرب و عشاء تأکید بیشتری دارد و برای نماز جماعت ثواب عظیمی است و جماعت به حسب اصل شرع در هیچ نمازی واجب نیست و در صحت هیچ نمازی شرط نیز نشده است جز نماز جمعه که یکی از شرائطش جماعت است … جماعت در هیچ نماز مستحبی اصلی مشروع نیست هرچند که به خاطر عوارضی چون نذر و امثال آن مشروع می‌شود تنها نماز استسقاء است که در عین اینکه مستحبی است به جماعت (است) و اما نماز عید فطر و قربان … باید فرادی خوانده شود و اگر خواستند به جماعت بخوانند به عنوان عمل به دستور نخوانند بلکه به نیت رجاء بخوانند.
سید علی سیستانی معتقد است در روایات معتبر وارد است که نماز با جماعت بیست و پنج درجه افضل از نماز فرادی است. وی حاضر نشدن به نماز جماعت از روی بی‌اعتنائی را جایز نمی‌داند؛ و سزاوار نمی‌داند که انسان بدون عذر نماز جماعت را ترک کند.

دربارهٔ نکوهش کسانی که به مسجد نمی‌روند؛ عبدالله جوادی آملی در تفسیر تسنیم ذیل آیه ۱۱۴ سوره بقره روایتی را به نقل از وسائل الشیعه شیخ حر عاملی از پیامبر اسلام نقل می‌کند:
«عن ابن سنان یعنی عبدالله، عن أبی عبدالله قال: سمعته یقول: إن أُناساً کانوا علی عهد رسول‌الله، أبطأوا عن الصلاة فی المسجد، فقال رسول‌الله: لیوشک قوم یدعون الصلاة فی المسجد أن نأمر بحطب فیوضع علی أبوابهم فتوقد علیهم نار فتحرق علیهم بیوتهم.» یعنی: «در زمان رسول‌الله برخی از مردم در مورد آمدن به مسجد و شرکت در نماز کوتاهی می‌کردند. رسول‌الله گفت: نزدیک است دستور دهیم هیزم بر در خانه‌هاشان بگذارند و خانه‌هاشان را با آتش بر سرشان بسوزانند.»